# Grenade (single)
Grenade is een single van Bruno Mars.

## Bruno Mars
Grenade is afkomstig van zijn album Doo-wops & hooligans. Het lied ontstond toen Benny Blanco, een vriend van Mars een aantal liedjes van derden voorspeelde aan Mars. Mars zag wel wat in de melodie en legde via Blanco contact met de originele schrijver. Mars paste daarop het lied aan. De single werd eerst alleen als promotiemateriaal voor het album aangemaakt, maar later verscheen het toch als officiële single (de tweede). Het lied gaat over de pijn na het schipbreuk lijden van een relatie, voor dergelijke muziek is de toonsoort d mineur wel geschikt. Het nummer haalt zo’n 108 beats per minute (BPM).
De videoclip kwam op 19 november 2010 uit en laat Mars zien, die een piano voortsleept; hij wil zijn vriendin terugwinnen door haar een persoonlijke serenade te geven. Hij wil zelfs een granaat voor haar opvangen.

### Hitlijsten
Het lied verscheen al vrij snel in de Billboard Hot 100 alwaar het gestaag naar de eerste plaats klom; ook in Australië en Nieuw-Zeeland bereikte het een eerste plek. Canada bleef iets achter met een tweede plaats. In Nederland is de single iets later uitgegeven. In de Nederlandse Top 40 heeft de single een record geëvenaard: het nummer stond negen weken op nummer 3, net als Shut up van The Black Eyed Peas.

### Hitnoteringen

#### Nederlandse Top 40
| Hitnotering: 18-12-2010 t/m 21-05-2011 | Hitnotering: 18-12-2010 t/m 21-05-2011 | Hitnotering: 18-12-2010 t/m 21-05-2011 | Hitnotering: 18-12-2010 t/m 21-05-2011 | Hitnotering: 18-12-2010 t/m 21-05-2011 | Hitnotering: 18-12-2010 t/m 21-05-2011 | Hitnotering: 18-12-2010 t/m 21-05-2011 | Hitnotering: 18-12-2010 t/m 21-05-2011 | Hitnotering: 18-12-2010 t/m 21-05-2011 | Hitnotering: 18-12-2010 t/m 21-05-2011 | Hitnotering: 18-12-2010 t/m 21-05-2011 | Hitnotering: 18-12-2010 t/m 21-05-2011 | Hitnotering: 18-12-2010 t/m 21-05-2011 |
| Week:                                  | 1                                      | 2                                      | 3                                      | 4                                      | 5                                      | 6                                      | 7                                      | 8                                      | 9                                      | 10                                     | 11                                     | 12                                     |
| -------------------------------------- | -------------------------------------- | -------------------------------------- | -------------------------------------- | -------------------------------------- | -------------------------------------- | -------------------------------------- | -------------------------------------- | -------------------------------------- | -------------------------------------- | -------------------------------------- | -------------------------------------- | -------------------------------------- |
| Positie:                               | 29                                     | 12                                     | 10                                     | 3                                      | 3                                      | 3                                      | 2                                      | 2                                      | 2                                      | 3                                      | 3                                      | 3                                      |
| Week:                                  | 13                                     | 14                                     | 15                                     | 16                                     | 17                                     | 18                                     | 19                                     | 20                                     | 21                                     | 22                                     | 23                                     |                                        |
| Positie:                               | 3                                      | 3                                      | 3                                      | 6                                      | 8                                      | 15                                     | 15                                     | 18                                     | 24                                     | 27                                     | 40                                     | uit                                    |

#### NederlandseSingle Top 100
| Hitnotering: 04-12-2010 t/m 03-09-2011 | Hitnotering: 04-12-2010 t/m 03-09-2011 | Hitnotering: 04-12-2010 t/m 03-09-2011 | Hitnotering: 04-12-2010 t/m 03-09-2011 | Hitnotering: 04-12-2010 t/m 03-09-2011 | Hitnotering: 04-12-2010 t/m 03-09-2011 | Hitnotering: 04-12-2010 t/m 03-09-2011 | Hitnotering: 04-12-2010 t/m 03-09-2011 | Hitnotering: 04-12-2010 t/m 03-09-2011 | Hitnotering: 04-12-2010 t/m 03-09-2011 | Hitnotering: 04-12-2010 t/m 03-09-2011 | Hitnotering: 04-12-2010 t/m 03-09-2011 | Hitnotering: 04-12-2010 t/m 03-09-2011 | Hitnotering: 04-12-2010 t/m 03-09-2011 | Hitnotering: 04-12-2010 t/m 03-09-2011 | Hitnotering: 04-12-2010 t/m 03-09-2011 | Hitnotering: 04-12-2010 t/m 03-09-2011 | Hitnotering: 04-12-2010 t/m 03-09-2011 | Hitnotering: 04-12-2010 t/m 03-09-2011 | Hitnotering: 04-12-2010 t/m 03-09-2011 | Hitnotering: 04-12-2010 t/m 03-09-2011 | Hitnotering: 04-12-2010 t/m 03-09-2011 |
| Week:                                  | 1                                      | 2                                      | 3                                      | 4                                      | 5                                      | 6                                      | 7                                      | 8                                      | 9                                      | 10                                     | 11                                     | 12                                     | 13                                     | 14                                     | 15                                     | 16                                     | 17                                     | 18                                     | 19                                     | 20                                     | 21                                     |
| -------------------------------------- | -------------------------------------- | -------------------------------------- | -------------------------------------- | -------------------------------------- | -------------------------------------- | -------------------------------------- | -------------------------------------- | -------------------------------------- | -------------------------------------- | -------------------------------------- | -------------------------------------- | -------------------------------------- | -------------------------------------- | -------------------------------------- | -------------------------------------- | -------------------------------------- | -------------------------------------- | -------------------------------------- | -------------------------------------- | -------------------------------------- | -------------------------------------- |
| Positie:                               | 47                                     | 18                                     | 11                                     | 6                                      | 4                                      | 4                                      | 4                                      | 8                                      | 4                                      | 3                                      | 5                                      | 3                                      | 4                                      | 5                                      | 5                                      | 5                                      | 6                                      | 13                                     | 18                                     | 17                                     | 25                                     |
| Week:                                  | 22                                     | 23                                     | 24                                     | 25                                     | 26                                     | 27                                     | 28                                     | 29                                     | 30                                     | 31                                     | 32                                     | 33                                     | 34                                     | 35                                     | 36                                     | 37                                     | 38                                     | 39                                     | 40                                     |                                        |                                        |
| Positie:                               | 26                                     | 26                                     | 44                                     | 35                                     | 32                                     | 33                                     | 39                                     | 37                                     | 50                                     | 50                                     | 51                                     | 43                                     | 38                                     | 44                                     | 56                                     | 62                                     | 67                                     | 69                                     | 80                                     | uit                                    |                                        |

#### VlaamseUltratop 50
| Hitnotering: 18-12-2010 t/m 04-06-2011 | Hitnotering: 18-12-2010 t/m 04-06-2011 | Hitnotering: 18-12-2010 t/m 04-06-2011 | Hitnotering: 18-12-2010 t/m 04-06-2011 | Hitnotering: 18-12-2010 t/m 04-06-2011 | Hitnotering: 18-12-2010 t/m 04-06-2011 | Hitnotering: 18-12-2010 t/m 04-06-2011 | Hitnotering: 18-12-2010 t/m 04-06-2011 | Hitnotering: 18-12-2010 t/m 04-06-2011 | Hitnotering: 18-12-2010 t/m 04-06-2011 | Hitnotering: 18-12-2010 t/m 04-06-2011 | Hitnotering: 18-12-2010 t/m 04-06-2011 | Hitnotering: 18-12-2010 t/m 04-06-2011 | Hitnotering: 18-12-2010 t/m 04-06-2011 |
| Week:                                  | 1                                      | 2                                      | 3                                      | 4                                      | 5                                      | 6                                      | 7                                      | 8                                      | 9                                      | 10                                     | 11                                     | 12                                     | 13                                     |
| -------------------------------------- | -------------------------------------- | -------------------------------------- | -------------------------------------- | -------------------------------------- | -------------------------------------- | -------------------------------------- | -------------------------------------- | -------------------------------------- | -------------------------------------- | -------------------------------------- | -------------------------------------- | -------------------------------------- | -------------------------------------- |
| Positie:                               | 47                                     | 27                                     | 17                                     | 14                                     | 10                                     | 4                                      | 3                                      | 4                                      | 4                                      | 6                                      | 6                                      | 8                                      | 7                                      |
| Week:                                  | 14                                     | 15                                     | 16                                     | 17                                     | 18                                     | 19                                     | 20                                     | 21                                     | 22                                     | 23                                     | 24                                     | 25                                     |                                        |
| Positie:                               | 9                                      | 11                                     | 18                                     | 23                                     | 21                                     | 27                                     | 31                                     | 42                                     | 49                                     | 47                                     | 47                                     | 50                                     | uit                                    |

#### VlaamseRadio 2 Top 30
| Hitnotering: 18-12-2010 t/m 07-05-2011 | Hitnotering: 18-12-2010 t/m 07-05-2011 | Hitnotering: 18-12-2010 t/m 07-05-2011 | Hitnotering: 18-12-2010 t/m 07-05-2011 | Hitnotering: 18-12-2010 t/m 07-05-2011 | Hitnotering: 18-12-2010 t/m 07-05-2011 | Hitnotering: 18-12-2010 t/m 07-05-2011 | Hitnotering: 18-12-2010 t/m 07-05-2011 | Hitnotering: 18-12-2010 t/m 07-05-2011 | Hitnotering: 18-12-2010 t/m 07-05-2011 | Hitnotering: 18-12-2010 t/m 07-05-2011 | Hitnotering: 18-12-2010 t/m 07-05-2011 | Hitnotering: 18-12-2010 t/m 07-05-2011 | Hitnotering: 18-12-2010 t/m 07-05-2011 | Hitnotering: 18-12-2010 t/m 07-05-2011 | Hitnotering: 18-12-2010 t/m 07-05-2011 | Hitnotering: 18-12-2010 t/m 07-05-2011 | Hitnotering: 18-12-2010 t/m 07-05-2011 | Hitnotering: 18-12-2010 t/m 07-05-2011 | Hitnotering: 18-12-2010 t/m 07-05-2011 | Hitnotering: 18-12-2010 t/m 07-05-2011 | Hitnotering: 18-12-2010 t/m 07-05-2011 | Hitnotering: 18-12-2010 t/m 07-05-2011 |
| Week:                                  | 1                                      | 2                                      | 3                                      | 4                                      | 5                                      | 6                                      | 7                                      | 8                                      | 9                                      | 10                                     | 11                                     | 12                                     | 13                                     | 14                                     | 15                                     | 16                                     | 17                                     | 18                                     | 19                                     | 20                                     | 21                                     |                                        |
| -------------------------------------- | -------------------------------------- | -------------------------------------- | -------------------------------------- | -------------------------------------- | -------------------------------------- | -------------------------------------- | -------------------------------------- | -------------------------------------- | -------------------------------------- | -------------------------------------- | -------------------------------------- | -------------------------------------- | -------------------------------------- | -------------------------------------- | -------------------------------------- | -------------------------------------- | -------------------------------------- | -------------------------------------- | -------------------------------------- | -------------------------------------- | -------------------------------------- | -------------------------------------- |
| Positie:                               | 29                                     | 19                                     | 16                                     | 11                                     | 9                                      | 2                                      | 1                                      | 1                                      | 2                                      | 3                                      | 4                                      | 5                                      | 4                                      | 3                                      | 5                                      | 7                                      | 11                                     | 12                                     | 21                                     | 24                                     | 27                                     | uit                                    |

#### NPO Radio 2 Top 2000
| Nummer met noteringen in de NPO Radio 2 Top 2000 | '11 | '12 | '13 | '14  | '15  | '16  | '17  | '18  | '19  | '20 | '21  | '22  | '23  | '24  |
| ------------------------------------------------ | --- | --- | --- | ---- | ---- | ---- | ---- | ---- | ---- | --- | ---- | ---- | ---- | ---- |
| Grenade                                          | 320 | 768 | 898 | 1414 | 1776 | 1600 | 1752 | 1666 | 1907 | -   | 1864 | 1860 | 1648 | 1645 |

1. ↑  Een '-' betekent dat het nummer niet was genoteerd en een vetgedrukt getal geeft de hoogste notering aan.
2. ↑  2011 was het eerste jaar met een notering voor dit nummer.

## Gerrie van Dijk-Dantuma
In de vierde aflevering van "The Blind Auditions" van derde seizoen van The voice of Holland zong Gerrie van Dijk-Dantuma op 14 september 2012 een cover versie van het nummer Grenade. Alle coaches draaiden hun stoelen om tijdens haar optreden. Van Dijk-Dantuma koos Trijntje Oosterhuis als haar coach. Het nummer was na de uitzending meteen verkrijgbaar als muziekdownload en kwam een week later op nummer 62 binnen in de Nederlandse Single Top 100.

### Hitnotering

#### NederlandseSingle Top 100
| Hitnotering: 22-09-2012 | Hitnotering: 22-09-2012 | Hitnotering: 22-09-2012 |
| Week:                   | 1                       |                         |
| ----------------------- | ----------------------- | ----------------------- |
| Positie:                | 62                      | uit                     |

## Within Temptation
In 2012 bracht de Nederlandse symfonische-metalband Within Temptation zijn versie van Grenade als muziekdownload uit. Ter gelegenheid van zijn vijftienjarig bestaan gaf de band op 13 november 2012 een eenmalig concert in het Antwerpse Sportpaleis. Als opmaat naar het concert bracht Within Temptation enkele weken van tevoren iedere vrijdag een cover ten gehore op het Vlaamse radiostation Q-music. Zo ook op 14 september 2012 met het nummer Grenade van Bruno Mars. Op 20 oktober 2012 kwam het nummer binnen in de Ultratiplijst van de Vlaamse Ultratop 50.

### Hitnotering

#### NederlandseSingle Top 100
| Hitnotering: 03-11-2012 t/m 17-11-2012 | Hitnotering: 03-11-2012 t/m 17-11-2012 | Hitnotering: 03-11-2012 t/m 17-11-2012 | Hitnotering: 03-11-2012 t/m 17-11-2012 | Hitnotering: 03-11-2012 t/m 17-11-2012 |
| Week:                                  | 1                                      | 2                                      | 3                                      |                                        |
| -------------------------------------- | -------------------------------------- | -------------------------------------- | -------------------------------------- | -------------------------------------- |
| Positie:                               | 88                                     | 73                                     | 97                                     | uit                                    |